# Olivença (ort)
Olivença är en ort i Brasilien.   Den ligger i kommunen Olivença och delstaten Alagoas, i den östra delen av landet, 1 400 km nordost om huvudstaden Brasília. Olivença ligger 226 meter över havet och antalet invånare är 2 848.
Terrängen runt Olivença är platt. Närmaste större samhälle är Santana do Ipanema, 16,7 km norr om Olivença.
Omgivningarna runt Olivença är huvudsakligen savann. Runt Olivença är det ganska tätbefolkat, med 67 invånare per kvadratkilometer.